# Dimitri Leonidas
Dimitri Leonidas, znany także jako Shane Leonidas (ur. 14 listopada 1987 w London Borough of Brent) – brytyjski aktor filmowy i telewizyjny. Wystąpił w roli Anwara w serialu przygodowym fantasy Sky 1 Sindbad (2012) i jako Christos Clios, młodszy syn Constantine (Anthony LaPaglia) i Iriny, w serialu Sky Atlantic Riviera (2017). Jego ojciec to Grek cypryjski, a matka była pochodzenia walijskiego. Brat Stephanie Leonidas i Georginy Leonidas. 

## Filmografia

### Filmy fabularne
- 2010: Centurion jako Leonidas
- 2014: Obrońcy skarbów (The Monuments Men) jako Sam Epstein

### Seriale TV
- 2001: Na sygnale jako Ross
- 2007: Szpital Holby City jako Jez Patterson
- 2011: Przekręt (Hustle) jako asystent Dona
- 2011: Doktor Who jako Howie Spragg
- 2012: Sindbad jako Anwar
- 2017: Riviera jako Christos Clios